# Atopetholus fraternus
Atopetholus fraternus är en mångfotingart som beskrevs av Chamberlin 1918. Atopetholus fraternus ingår i släktet Atopetholus och familjen Atopetholidae. Inga underarter finns listade i Catalogue of Life.